# 21 juillet 2011
Le jeudi 21 juillet est le 202e jour de l'année 2011.

## Décès
- Franz Alt (mathématicien) (en), Mathématicien américain, né autrichien, devenu informaticien et l'un des fondateurs et présidents de l'Association for Computing Machinery[1].
- Clément Cailleau (en), Préfet apostolique catholique émérite de Tambacounda (Sénégal), né en France[2].
- Elliot Handler, Homme d'affaires américain, cofondateur de Mattel[3].
- Pedro Claro Meurice Estiu, Archevêque catholique cubain émérite de Santiago de Cuba[4].
- Slavomir Miklovš (en), Évêque croate catholique émérite de Križevci[5].
- Casimir Świątek, Cardinal archevêque catholique émérite de Minsk-Moguilev, en Biélorussie[6].

## Événements
- La zone euro met un nouveau plan d'aide de près de 160 milliards d'euros pour sauver la Grèce et empêcher une contagion de la crise de la dette.
- Les Nations unies déclarent l’état d’urgence alimentaire en Somalie ainsi que dans toute la Corne de l'Afrique.
- Fête nationale belge. Le pays a dépassé le cap de un an sans gouvernement.
- La navette spatiale Atlantis atterrit au Centre spatial Kennedy, concluant sa dernière mission (STS-135) et marquant la fin du programme de la navette spatiale américaine après 30 ans.
- Jimmy Vicaut gagne l'épreuve du 100 mètres aux Championnats d'Europe juniors d'athlétisme 2011. Kevin Mayer, lui, remporte l'épreuve du décathlon.
- Le luxembourgeois Andy Schleck gagne la 18e étape du Tour de France en solitaire au Col du Galibier après avoir attaqué à 60 km de l'arrivée dans le Col d'Izoard.
- L'attaquant chilien Alexis Sánchez est transféré de l'Udinese Calcio au FC Barcelone. Le transfert s'élève à 26 millions d'euros.